# 8 Pułk Artylerii Górskiej (austro-węgierski)
Pułk Artylerii Górskiej Nr 8 (niem. Gebirgsartillerieregiment Nr. 8, GAR. 8) – pułk artylerii górskiej cesarskiej i królewskiej Armii.
6 kwietnia 1908 roku został utworzony Pułk Artylerii Górskiej Nr 2. 1 marca 1913 roku oddział został przemianowany na Pułk Artylerii Górskiej Nr 8.
Pułk stacjonował w Bressanone (niem. Brixen) na terytorium 14 Korpusu, ale rekrutów otrzymywał z obszaru 8 Korpusu.
Pułk wchodził w skład 1 Brygady Artylerii Górskiej.

## Komendanci pułku
- ppłk / płk Heinrich Paulgerg (1908[1] – 1912 → stan spoczynku)
- ppłk Franz Dobner von Dobenau (1912 – 1914[3])